# Велта Снікере
Велта Снікере (латис. Velta Snikere, 25 грудня 1920 — 9 грудня 2022) — латвійська поетка, вчителька йоги.

## Біографія
Велта Снікере народилася 25 грудня 1920 року у м. Великі Луки у родині професора медицини Рейнгольда Снікера та Емми Марюлії Снікере. Невдовзі родина переїхала до Ригі.
Після закінчення 8-ї початкової школи та 1-ї гімназії, В. Снікере навчалася у Латвійському університеті, вивчаючи історію та філософію.
Перша збірка віршів В. Снікере вийшла у додатку до газети «Tevija» у 1941 році та була схвально прнийнята критиками.
У 1944 році вона переїхала до Німеччини, а потім до Австрії, де працювала перекладачем.
З 1946 року оселилася в Лондоні. Відтоді вивчала релігієзнавство у Королівському коледжі, проводила практичні заняття та заняття з філософії йоги, якою захопилась під час навчання у Латвії; була одним з засновників «Британського колеса Йоги».
Будучи членом ПЕН-клубу, В. Снікере продовжувала свою письменницьку діяльність. Серед її опублікованих книг та поетичних збірок: «Згадка про Немітас» (Чикаго, 1961), «Заклинання» (Копенгаген, 1967), «Ближче до слова» (Рига, 2003), «Досвід» (Рига, 2010), «Світло і таємниця» (Рига, 2010).
Померла 09 грудня 2022 року у Лондоні.

## Нагороди
- Нагорода Культурного фонду Всесвітньої вільної асоціації латвійців, 2004[4];

- Орден Трьох зірок, 2007[5];

- Латвійська літературна премія, 2019[6].